# Hrabstwo Knox (Missouri)

Piramida wieku hrabstwa

Hrabstwo Knox (ang. Knox County) – hrabstwo w północno-wschodniej części stanu Missouri w Stanach Zjednoczonych. Obszar całkowity hrabstwa obejmuje powierzchnię 506,77 mil2 (1 313 km²). Według danych z 2010 r. hrabstwo miało 4 131 mieszkańców. Hrabstwo powstało w 1845 roku i nosi imię Henry'ego Knoxa - Sekretarza wojny Stanów Zjednoczonych.

## Sąsiednie hrabstwa
- Hrabstwo Scotland (północ)
- Hrabstwo Clark (północny wschód)
- Hrabstwo Lewis (wschód)
- Hrabstwo Shelby (południe)
- Hrabstwo Macon (południowy zachód)
- Hrabstwo Adair (zachód)

## Miasta
- Baring
- Edina
- Hurdland
- Knox City
- Plevna (CDP)

## Wioski
- Newark
- Novelty